# شهرستان بردسکن
شهرستان بَردَسکَن از شهرستان‌های جنوب‌غربی استان خراسان رضوی می‌باشد. مرکز این شهرستان شهر بردسکن است. در سال ۱۳۹۵، این شهرستان تعداد ۷۵٬۶۳۱ نفر جمعیت در ۲۳٬۷۳۲ خانوار داشته است. شهرستان بردسکن در سال ۱۳۷۴ از شهرستان کاشمر جدا و مستقل شده است. شمال این شهرستان واقع در رشته‌کوه کوهسرخ قرار گرفته است.

## تقسیمات کشوری
- بخش مرکزی شهرستان بردسکن
  - دهستان کنارشهر
  - دهستان کوهپایه

شهر: بردسکن
- بخش شهرآباد
  - دهستان جلگه
  - دهستان شهرآباد

شهر: شهرآباد
- بخش انابد
  - دهستان درونه
  - دهستان صحرا

شهر: انابد

## اقلیم
شهرستان بردسکن از دو منطقه کوهستانی در شمال و منطقهٔ جلگه‌ای در جنوب شامل بیابان، نمکزار و شنزارهای کرانه کویر نمک شکل گرفته است.

## موقعیت جغرافیایی

نقشه بخش‌های شهرستان بردسکن

شهرستان بردسکن در حاشیه شمالی کویر نمک، بین ۵۶ درجه و ۱۴ دقیقه تا ۵۸ درجه و ۱۵ دقیقه طول و ۳۴ درجه و ۴۲دقیقه عرض جغرافیائی گستردگی دارد. این شهر بخاطر داشتن باغات میوهای فراوان (انگور، انار، انجیرو..) به شهر میوه‌های بهشتی شهرت دارد. شهرستان بردسکن با مساحت تقریبی ۷۶۶۴ کیلومتر مربع واقع بر گستره جغرافیایی استان خراسان رضوی از سمت شمال با شهرستان ششتمد و شهرستان سبزوار، از شرق با شهرستان خلیل‌آباد و شهرستان کاشمر، از شمال شرقی با شهرستان کوهسرخ، از جنوب با شهرستان طبس در استان خراسان جنوبی و از غرب با شهرستان شاهرود در استان سمنان محدود بوده و مرکز آن شهر بردسکن در ۵۷ درجه و ۵۷ دقیقه طول و ۳۵درجه و ۱۵ دقیقه عرض جغرافیائی و در فاصله ۲۶۵ کیلومتری جنوب غربی مشهد مقدس قرار دارد.
ارتفاع این شهر از سطح دریا ۹۸۵ متر است و بر اساس آخرین تقسیمات کشوری دارای ۳ مرکزی، انابد و شهرآباد، هفت دهستان و سه شهر (بردسکن، انابد و شهرآباد) و ۳۹۳ روستای دارای سکنه و خالی از سکنه می‌باشد. شهرستان برداسکن تا سال ۱۳۷۴ بخشی از شهرستان کاشمر بوده است.

## موقعیت ارتباطی
شهرستان بردسکن در حاشیه جاده ترانزیتی سبزوار – بجستان واقع شده است. این جاده، استان‌های کرمان، سیستان و بلوچستان، خراسان جنوبی و شهرستان‌های جنوبی استان خراسان رضوی را به تهران متصل می‌کند. در حوزه ریلی این شهرستان در مسیر راه‌آهن در دست مطالعه سبزوار – کاشمر قرار دارد. در صورت بهره‌برداری از این خط، شهرستان بردسکن به راه‌آهن سراسری تهران – مشهد و راه‌آهن سراسری مشهد – بندرعباس متصل می‌شود.

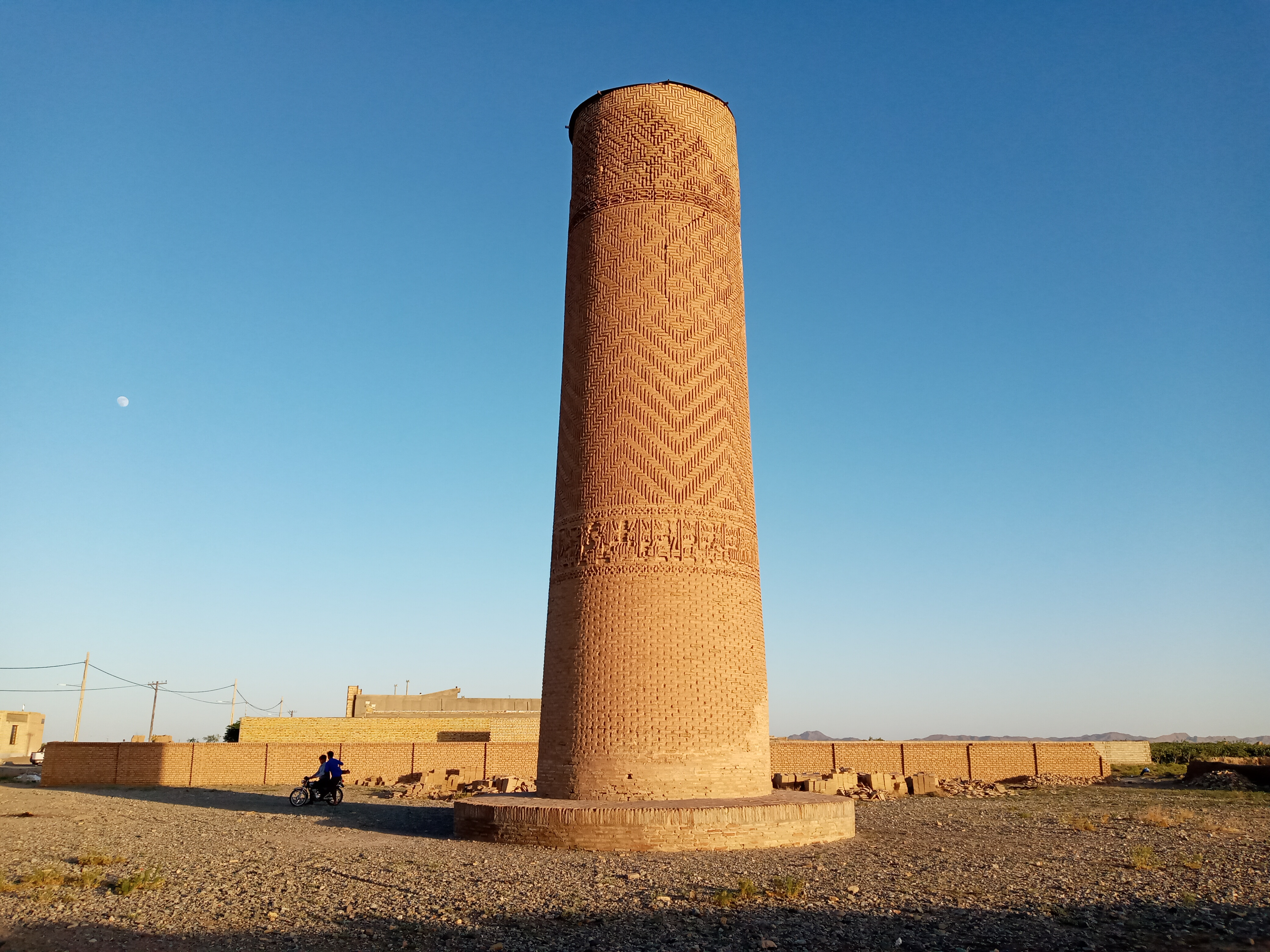
برج فیروزآباد

## پیشینه تاریخی
شهرستان بردسکن دارای گذشتهٔ تاریخی چندین هزارساله می‌باشد. برج فیروزآباد از یادگارهای دورهٔ سلجوقیان، برج علی‌آباد مربوط به دورهٔ ایلخانیان و آثار بی‌شمار دیگر شهرستان از جمله تپه‌های چوپان مربوط به هزاره دوم پیش از میلاد نشان از دیرینگی منطقه دارد.

## معادن
در شهرستان بردسکن معادن متعدد طلا، آهن، سرب، روی، مس، قلع، کانی‌های گچ، مرمر وجود دارد و مهم‌ترین معادن سرب، روی، مس و قلع آن در معادن تکنار در ۲۸ کیلومتری ده زنگالو و ۶۱ کیلومتری شمال‌غربی بردسکن قرار دارد که سنگ معادن آن به خارج از کشور صادر می‌شود.

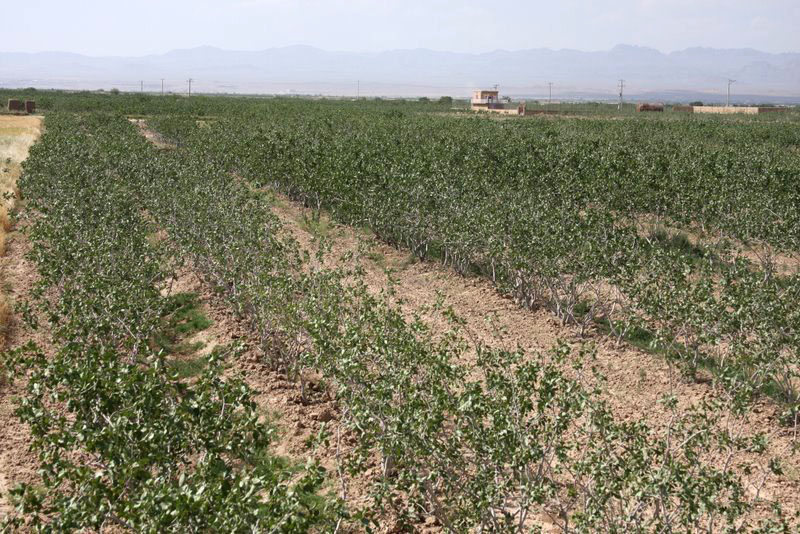
باغات پسته شهرستان

## سوغات و ره آورد سفر
از سوغات و ارمغان‌های شهرستان بردسکن می‌توان به انواع گلیم‌ها و قالیچه‌ها اشاره کرد. همچنین گیوه‌های دست‌دوز و سبدهای حصیرباف این منطقه مورد توجه گردشگران و مسافران می‌باشد. بردسکن دارای محصولات باغی معروفی از جمله انار، انجیر، انگور، پسته و گردو است، کشمش و خشکبار این منطقه از شهرت برخوردار است. زعفران و زیره نیز جزو سوغات مهم این شهرستان به‌شمار می‌روند.

## پستی و بلندی‌ها
در شمال شهرستان بردسکن رشته‌کوه کوهسرخ قرار دارد و از مرز افغانستان شروع و تا رشته‌کوه کوه‌میش، شهرستان ششتمد ادامه دارد. رشته‌کوه کوهسرخ از ۱۱/۵۸ تا ۵۷ طول شرقی در شهرستان بردسکن واقع است و این رشته‌کوه تا شهرستان‌های کوهسرخ، خلیل‌آباد، کاشمر، تربت حیدریه، خواف و تربت جام ادامه دارد. کوه سرتنگل با ۲۰۵۰ متر بلندا که این قله در دهستان کوهپایه واقع است و دهانه بیجورد میان این قله و کوه بیجورد واقع است و کوه‌های دیگری به نام‌های کوه پتور دارو، کوه سیر، کوه عاشقان، کوه آهوبم و قله کمر تاجی در جنوب‌غربی شهرستان واقع است.
کوه‌های بَغل باغ (بقل باغ)، پِتُوگوژ دارو و باغدشت (بلندترین قله ترشیز ۲٬۴۸۳ متر) و کمر سیاه و قلعه چوق در مشرق و شمال، و کوه‌های زُوبَر (بلندترین قله ۱٬۸۵۰ متر) و چاه حیدر، و چاه نمک و چشمه زاغ در شمال، و کوه‌های آغُل کفتار، دل کن، کمر کاسه (یا کرم کَسه) و لاخ برقشی (برغشی)، قره سیاه چو (بلندترین قله ۲٬۱۳۱ متر)، سرهنگی و سفید در جنوب، و کوه یخاب (بلندترین قله ۱٬۶۵۰ متر) در مغرب آن قرار دارد. یک رشته کوه نیز در مرکز شهرستان با جهت شمال شرقی ـ جنوب غربی (بلندترین قله گُرتیجو یا گورتیجو ۱٬۹۰۷ متر) امتداد دارد. آبادی‌های شهرستان بیشتر در دره‌های این کوه‌ها واقع شده‌اند که جنگل‌های تُنُک دارد. بردسکن از پوشش گیاهی، گز و تاق و بُنه و بادام کوهی و گاوزبان و کتیرا دارد. اراضی مزروعی این شهرستان با رودهای موسمی مانند: بردسکن، بُرجک، دهن قلعه و چشمه‌ها و چاه‌ها آبیاری می‌شود.

## زبان و گویش
مردم شهرستان بردسکن به زبان فارسی و به گویش کاشمری سخن می‌گویند.